# Difuzija inovacija
Difuzija inovacija bavi se proučavanjem kojom brzinom te kako i zašto se neka inovacija širi kroz populaciju.
Teorija difuzije inovacija je obrađena u djelu „Innovation diffusion” Everetta Rogersa. Rogers predlaže da pet glavnih elemenata utječe na širenje nove ideje: sama inovacija, usvojitelji, komunikacijski kanali, vrijeme i društveni sustav. Ovaj se proces uvelike oslanja na društveni kapital. Inovacija mora biti široko prihvaćena kako bi se samoodržila. Unutar stope usvajanja, postoji točka u kojoj inovacija doseže kritičnu masu. Godine 1989. konzultanti za menadžment koji su radili u konzultantskoj tvrtki Regis Mckenna Inc. postavili su teoriju da se ta točka nalazi na granici između ranih prihvaćanja i rane većine. Ovaj jaz između privlačnosti niše i masovnog (samoodrživog) usvajanja izvorno je označen kao "marketinški ponor".